# 555 (telefonprefix)
555 är de tre första siffrorna i fiktiva telefonnummer i amerikanska filmer och annan media. Nummerserien 555-01.. är reserverade för underhållning och reklam. Detta för att undvika att man av misstag använder verkliga telefonnummer i t.ex. filmer.
I filmen Den siste actionhjälten nämns att samtliga telefonnummer i filmer brukar börja på 555.